# Croomia hyugaensis
Croomia hyugaensis är en enhjärtbladig växtart som beskrevs av Yuichi Kadota och Mas.Saito. Croomia hyugaensis ingår i släktet Croomia och familjen Stemonaceae. Inga underarter finns listade.